# Jussieu (Métro Paris)
Jussieu [ʒysjø] ist ein unterirdischer Umsteigebahnhof der Pariser Métro. Er wird von den Linien 7 und 10 bedient. Bis zum 8. Juni 1959 trug er den Namen Jussieu – Halle-aux-vins.

## Lage
Der U-Bahnhof befindet sich im Quartier Saint-Victor des 5. Arrondissements von Paris. Er liegt unter der Place Jussieu und kreuzt die Rue Jussieu nahezu rechtwinklig.

## Name
Namengebend sind die Place Jussieu und die Rue Jussieu. Bernard de Jussieu (1699–1777) und sein Neffe Antoine-Laurent de Jussieu (1748–1836) waren bedeutende Botaniker.
Der zweite Namensteil bezog sich auf das unmittelbar angrenzende Gelände der Halle aux vins de Paris. Die 1808 errichtete Markthalle für Weine wurde 1868 um zusätzliche Gebäude erweitert, Ende der 1950er Jahre wurden die Bauten aber zugunsten des Campus de Jussieu abgerissen.

## Geschichte und Beschreibung

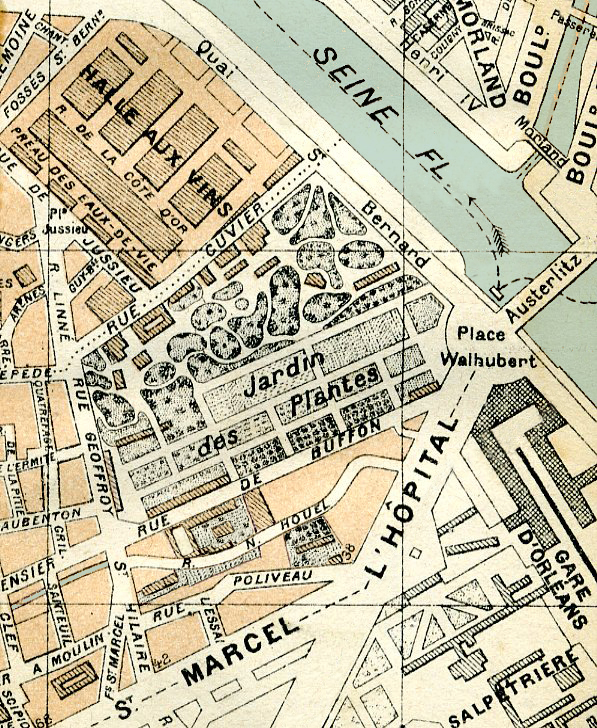
Rue Jussieu, Place Jussieu und die Halle aux vins, 1890

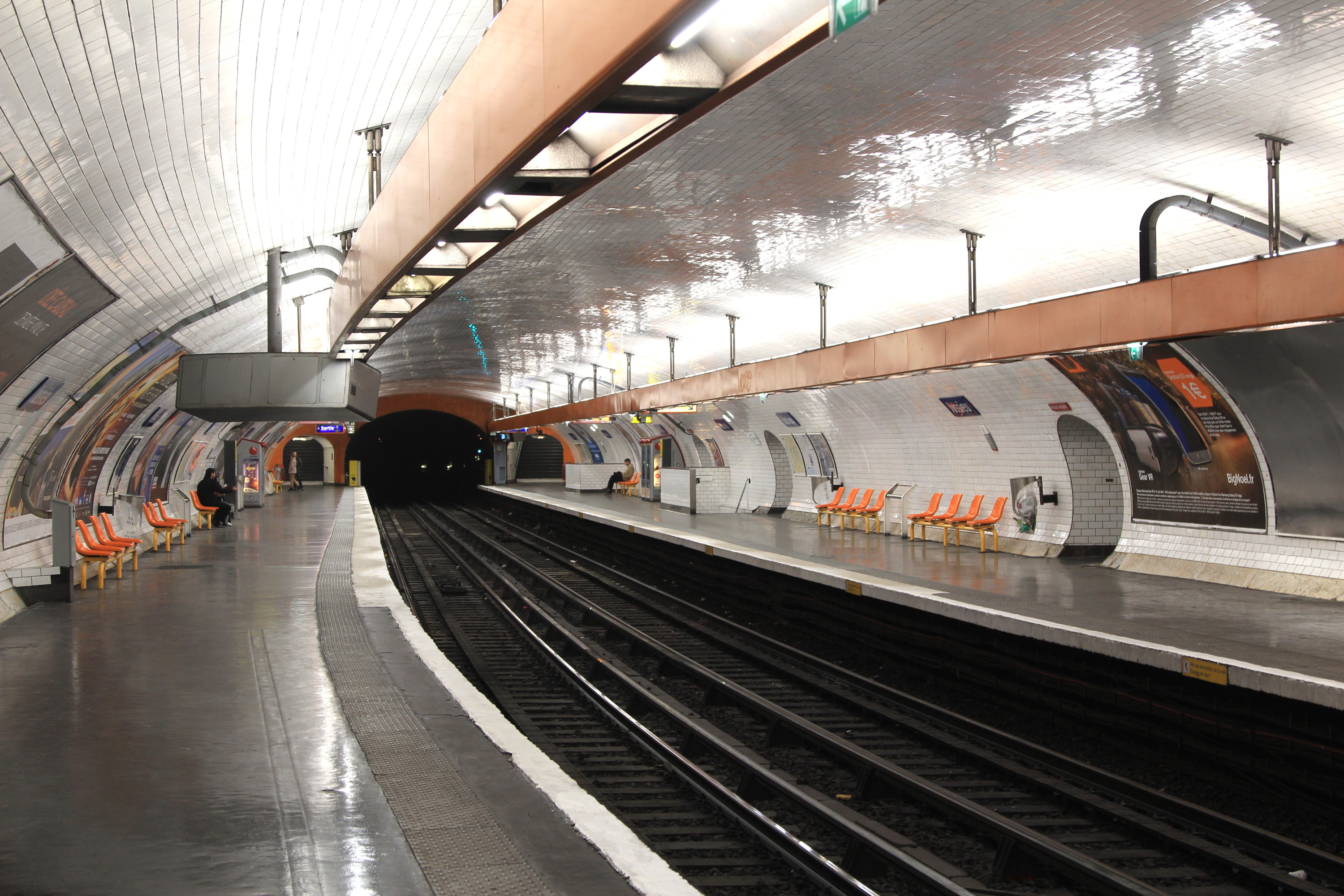
Station der Linie 7

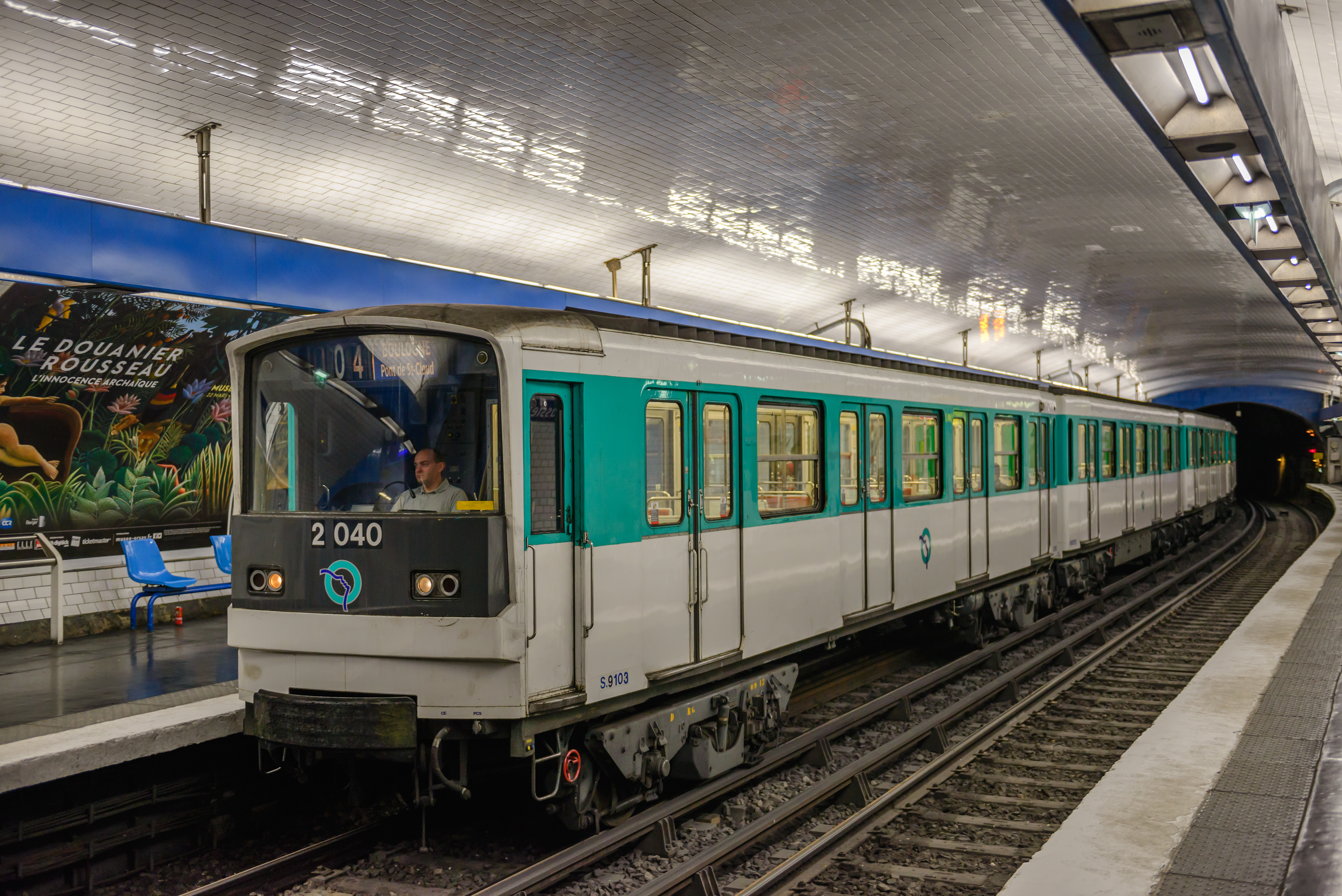
Station der Linie 10 mit Zug der Baureihe MF 67 nach Boulogne – Pont de Saint-Cloud

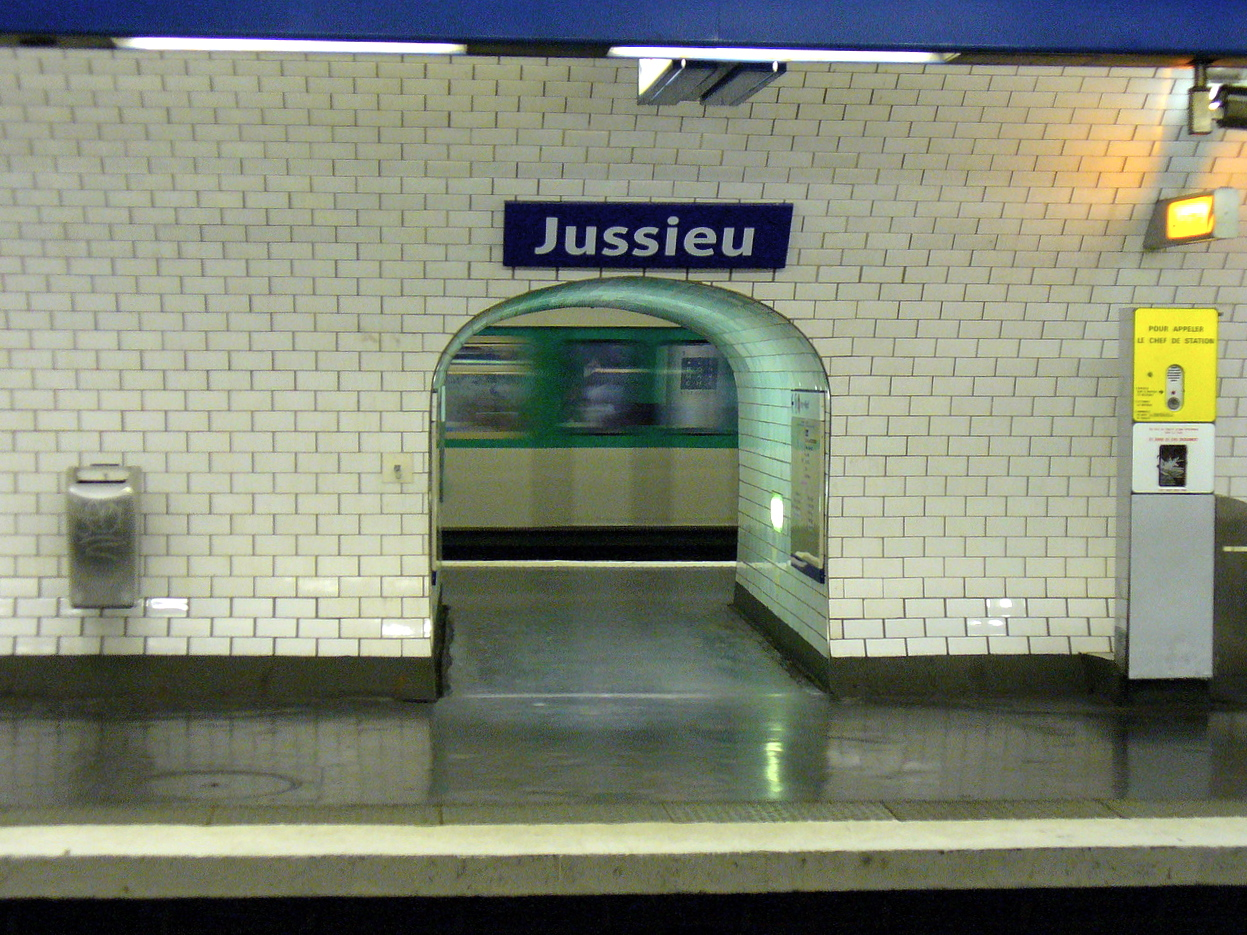
Mauerdurchbruch zwischen den beiden Stationen

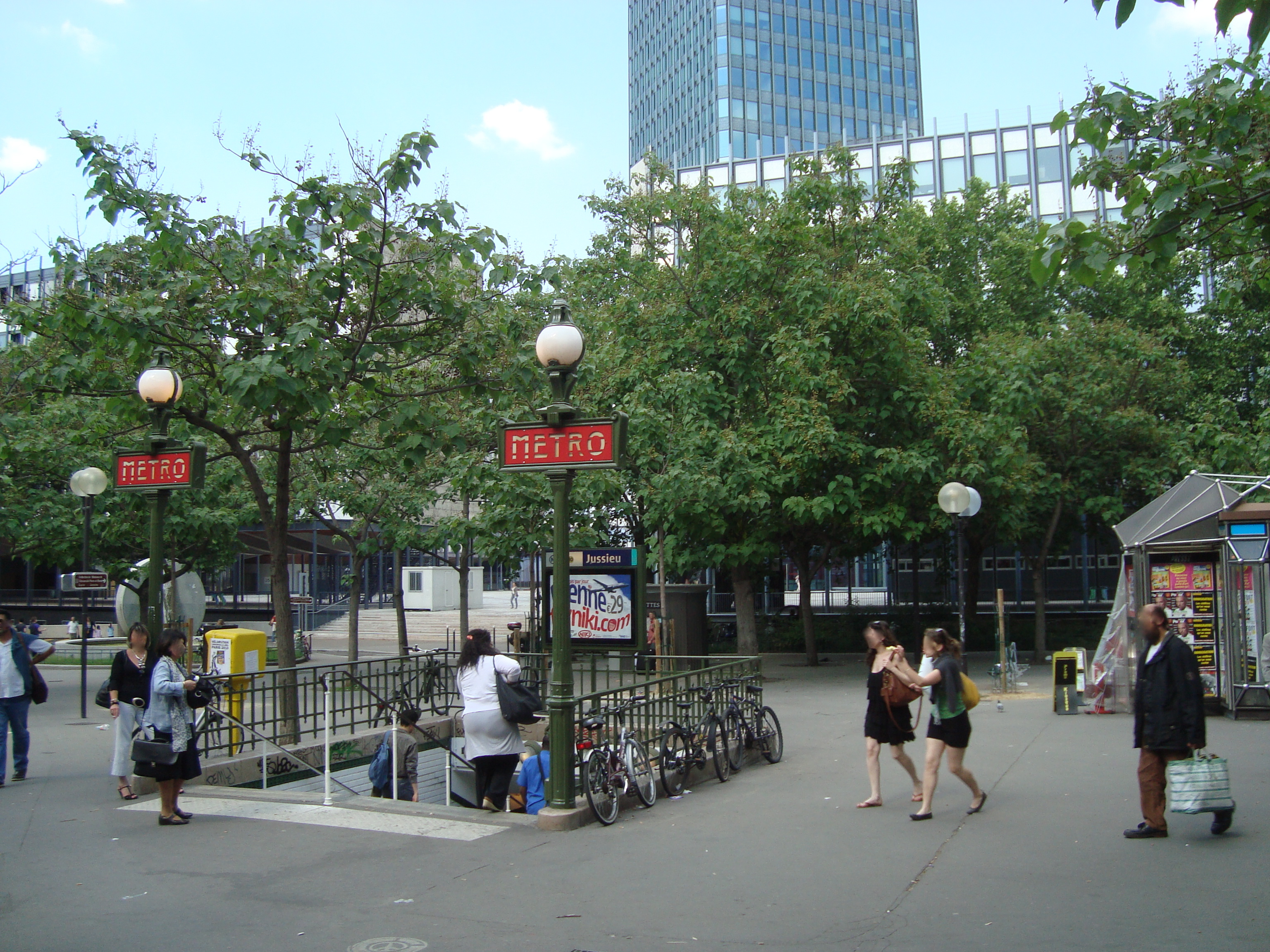
Zugang mit Dervaux-Kandelabern

Die Stationen der Linien 7 und 10 wurden am 26. April 1931 gleichzeitig eröffnet. An jenem Tag wurde die Seineunterquerung der Linie 7 in Betrieb genommen und zugleich der Verlauf der Linie 10 geändert. Letztere führte fortan von Maubert – Mutualité kommend nicht mehr über Place Monge nach Porte de Choisy, sondern verlief über die neue Station Cardinal Lemoine zur Endstation Jussieu. Erst am 12. Juli 1939 wurde die Linie 10 um eine Station bis zu ihrem heutigen Endpunkt Gare d’Austerlitz verlängert.
Mit der Eröffnung am 26. April 1931 übernahm die Linie 7 den zunächst – für nur ca. fünfzehn Monate – von der Linie 10 befahrenen Abschnitt Place Monge – Place d’Italie (ab 7. März 1930 bis Porte de Choisy) und wurde zeitgleich im Süden bis Porte d’Ivry erweitert.
Beide Stationen weisen unter einem elliptischen, weiß gefliesten Deckengewölbe Seitenbahnsteige an zwei parallelen Streckengleisen auf. Sie liegen in einer Ebene parallel nebeneinander und sind leicht gekrümmt. Die Station der Linie 7 wurde von vornherein mit 105 m, die der Linie 10 mit 75 m Länge angelegt. Die Mauer zwischen den beiden Stationen ist an vier Stellen durchbrochen, sodass Fahrgäste auf derselben Ebene zwischen Zügen der Richtungen Boulogne – Pont de Saint-Cloud (Linie 10) und Mairie d’Ivry bzw. Villejuif – Louis Aragon (Linie 7) umsteigen können.
Nach Osten hin neigt sich die Trasse der Linie 7, um die Seine zu unterqueren. Unterhalb des Campus wird sie von der Linie 10 überquert, die nach einer 90°-Kurve ihrer Endstation zustrebt. Im Tunnel westlich der Station der Linie 10 befindet sich ein einfacher Gleiswechsel.
Der einzige Zugang liegt auf der Place Jussieu an der Rue Linné. Er trägt ein beleuchtetes Stationsschild mit Netzplan und ist beidseitig von je einem von Adolphe Dervaux im Stil des Art déco entworfenen Kandelaber mit dem Schriftzug METRO flankiert.

## Fahrzeuge
Auf der Linie 7 verkehren konventionelle Fünf-Wagen-Züge der Baureihe MF 77. Zwischen 1971 und 1979 liefen dort Züge der Baureihe MF 67, davor solche der Bauart Sprague-Thomson.
Die Linie 10 wird von Fahrzeugen der Baureihe MF 67 befahren. Zwischen 1975 und 1994 liefen dort Züge der Baureihe MA, davor ebenfalls Sprague-Thomson-Wagen.

## Umgebung
In unmittelbarer Nähe des U-Bahnhofs befinden sich die Universität Pierre und Marie Curie und der Botanische Garten Jardin des Plantes.